# ديري جان
ديري جان (بالإنجليزية: Dierry Jean)‏ مواليد 20 أبريل 1982 في هايتي، هو ملاكم محترف كندي يصنف ضمن فئة وزن خفيف الوسط بدأ مسيرته الاحترافية سنة 2006.

## المسيرة الاحترافية
من نزالاته:
- خسر أمام ترنس كروفورد بالضربة الفنية القاضية (24-10-2015).
- خسر أمام لامونت بيترسون (25-01-2014).
- انتصر على كليوتيس بيندارفيس بالضربة الفنية القاضية (10-05-2013).
- انتصر على لاناردو تينر (19-05-2012).
- انتصر على ريان باريت بالضربة الفنية القاضية (18-02-2012).
- انتصر على فرانشيسكو لورنزو (20-10-2011).
- انتصر على ويلفريدو نغرون بالضربة الفنية القاضية (11-11-2010).

## إحصائيات
خاض خلال مسيرته 32 نزالا، فاز في 29 وتعادل في 1 وخسر في 2. فاز بالضربة القاضية في 20 نزالا.

## روابط خارجية
- ديري جان على موقع بوكس ريك (الإنجليزية) (registration required)